# Brittany MacLean
Pour les articles homonymes, voir MacLean.
Brittany MacLean est une nageuse canadienne spécialisée en nage libre, née le 3 mars 1994 à Mississauga.
En 2012, elle participe à la finale olympique du 400m nage libre et termine à la septième place.